# Bevanda spiritosa all'anice
Una bevanda spiritosa all'anice, o anche semplicemente anice, è una bevanda spiritosa ottenuta dall'aromatizzazione di alcol con estratti di anice stellato (Illicium verum), di anice verde (Pimpinella anisum), di finocchio (Foeniculum vulgare) o in generale di qualsiasi altra pianta che contiene anetolo, il composto aromatico che conferisce a queste bevande il sapore caratteristico.
La presenza dell'anetolo causa il cosiddetto "effetto ouzo", ovvero il fenomeno di opacizzazione che avviene quando si aggiunge acqua a questo tipo di bevande spiritose.

## Esempi

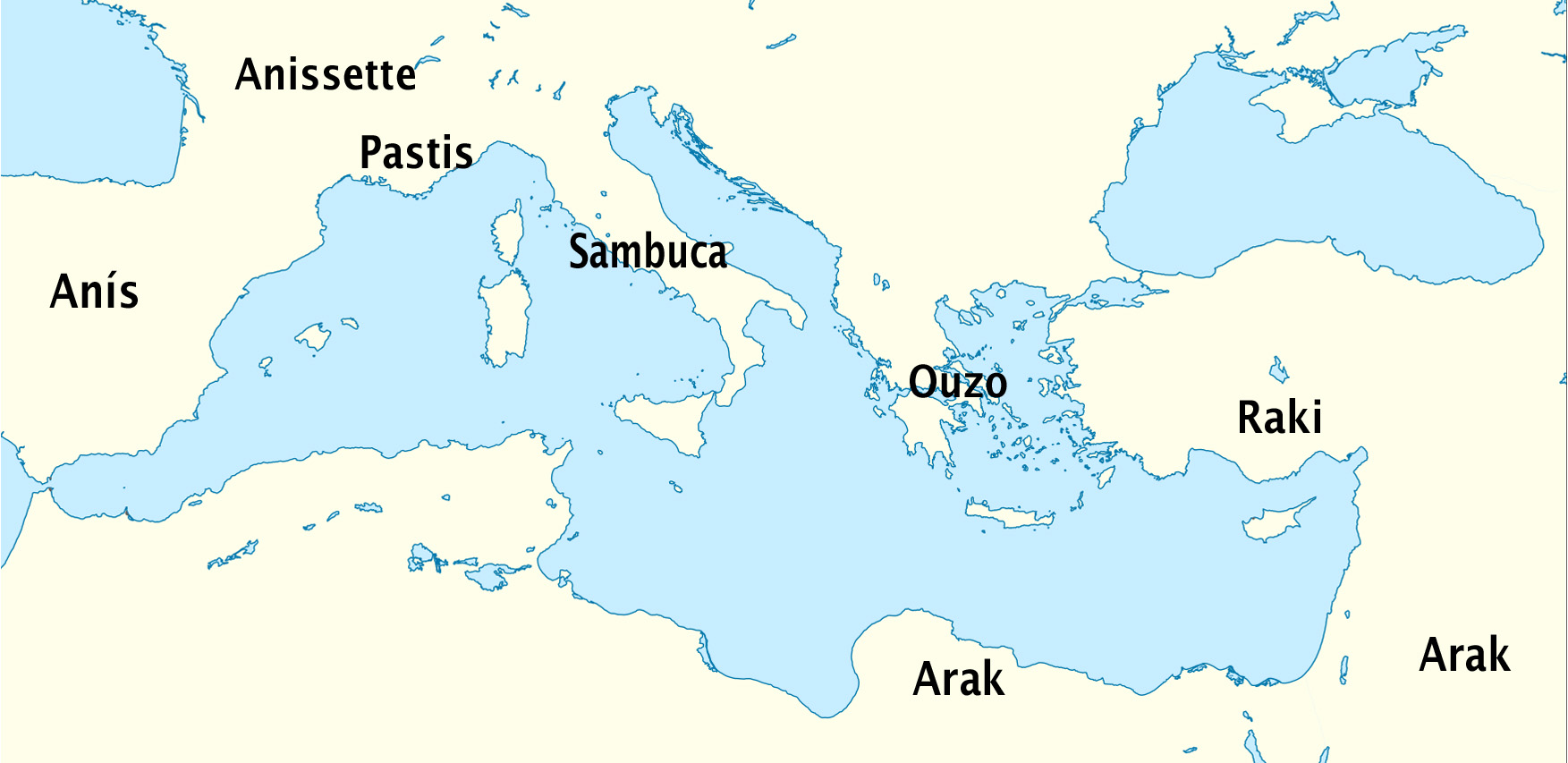
Diffusione delle bevande spiritose all'anice nel bacino mediterraneo.

Le bevande spiritose all'anice sono diffuse in tutto il bacino del Mediterraneo e possono essere sia dolci (e quindi liquori) che secche.
- Liquori all'anice:
  - Licor de anís, variante dolce (Spagna)
  - Anisetta (Italia)
  - Liquore Galliano (Italia)
  - Sambuca (Italia)
  - Sassolino (Italia)

- Anici secchi:
  - Anicione (Italia)
  - Licor de anís, variante secca (Spagna)
  - Arak (Medio Oriente)
  - Cazalla (Spagna)
  - Gocce Imperiali (Italia)
  - Hierbas (Spagna)
  - Mistrà (Italia)
  - Ojén (Spagna)
  - Ouzo (Grecia)
  - Pastis (Francia)
  - Pernod (Francia)
  - Rakı (Turchia)
  - Tutone (Italia)